# Josep Soler i Ventura
Josep Soler i Ventura (Granollers, 1872 - Barcelona, 9 d'agost del 1946) fou professor de violoncel a l'Escola Municipal de Música de Barcelona.
El 1882 ingressà en l'escolania de la Mercè, de Barcelona. Va estudiar violoncel amb Joan Baucís, aparentment al Conservatori del Liceu. Va actuar com a solista de l'orquestra del Gran Teatre del Liceu. El 1r de novembre del 1896 va aconseguir la plaça de professor de violoncel a l'Escola Municipal de Música de Barcelona (l'actual Conservatori) succeint un breu període docent de Pau Casals (aquest passà a ser professor de violoncel al Conservatori del Liceu). Josep Soler va mantenir una llarga trajectòria pedagògica que va durar almenys fins a l'any 1940 (en els llistats del personal docent de l'Escola Municipal de Música de Barcelona conservats en l'Arxiu Municipal Contemporani de Barcelona consta que a partir del 1942 el professor de violoncel és Josep Ricart i Matas). Durant aquest període de més de quaranta anys va formar a nombrosos violoncel·listes com per exemple Antoni Sala i Julià, Josep Trotta i Millan, Antoni Planàs i Marca, Josep Ricart i Matas, Rogel·li Huguet i Tagell, Aurèlia Sancristòfol, Sants Sagrera i Anglada, Aurora Bertrana i Salazar (filla de Prudenci Bertrana), Gabriel Rodó i Vergés, Josep Valls i Royo, Joan Pich i Santasusana i Josep Guinart i Ortiga.
Es va casar amb la professora de piano Rosa Barella Arrán, que també era professora a l'Escola Municipal de Barcelona.